# Adriaen Koerbagh
Adriaen Koerbagh (Amsterdam, 1633 – aldaar, oktober 1669) was een Nederlands arts, jurist en filosoof. Hij is het best bekend als de criticus van religie en moraal.

## Radicaal
Koerbagh studeerde aan de universiteiten van Utrecht, Franeker en Leiden, promoveerde in 1659 in de medicijnen en in 1661 in de rechten, telkens te Leiden. Hij was een van de radicaalste verlichters van zijn tijd: hij verwierp zowel de kerk als de staat als onbetrouwbare instituten, waarbij hij de vaak onbegrijpelijke woordenbrij, vol latinismen en andere woorden van vreemde origine, aan de kaak stelde, waarmee theologen en juristen hun macht misbruikten om de bevolking zand in de ogen te strooien. Koerbagh stelde de autoriteit van de rede boven die van dogma's en kan dus als een echte vrijdenker worden gezien.
Koerbagh betoogde dat de Bijbel slechts mensenwerk was en dat dogma's als de drie-eenheid en de goddelijke natuur van Christus eveneens door mensen waren bedacht. Ook stelde hij, in navolging van Baruch Spinoza, dat God gelijk is aan de natuur en dat er niets buiten de natuur bestaat. De ware theologie was volgens hem daarom de natuurwetenschap. Met zijn pleidooi voor de secularisatie van de Republiek der Nederlanden en beperking van de kerkelijke macht ging hij verder dan zijn vriend Baruch Spinoza. Koerbagh meende dat godsdienst irrationeel is en in stand wordt gehouden door bedrog en geweld.

## "Kwetsend" woordenboek
Hij schreef in 1664 ’t Nieuw Woorden-Boeck der Regten, in 1668 gevolgd door Een Bloemhof van allerley lieflijkheyd, onder het pseudoniem Vreederijk Waarmond. 
Dit boekje was een verklaring van diverse uitheemse woorden. Hierin kende hij aan de Bijbel niet meer waarde toe dan aan de verhalen van Van den vos Reynaerde en Tijl Uilenspiegel.  Het woord Bibel is een bastaard Grieks woord en betekent in ’t algemeen een boek, ’t zy wat voor een boek dat het is, al wast van reyntje de vos of uylenspiegel. Dit werd door velen als te kwetsend ervaren en hierdoor moest de schrijver naar Culemborg vluchten, dat juridisch autonoom was. Daarna dook hij onder in Leiden.
Adriaan Koerbagh richtte zich in 1668 met zijn derde werk, in het Nederlands, tot het gewone volk. Hij keerde zich fel tegen de Reformatorische leer. Dit boekwerk kreeg de titel Een Ligt schynende in duystere plaatsen, om te verligten de voornaamste saaken der Godsgeleerdtheyd en Godsdienst. Hij bevond zich toen in Leiden en werd verraden door zijn drukker, die de autoriteiten had ingelicht over de inhoud van zijn werk. Adriaan werd samen met zijn broer Johannes gearresteerd.

## Rasphuis
Zijn overtuiging kostte hem uiteindelijk zijn leven. In 1668 werd hij tot 10 jaar rasphuis, verbanning en 6000 gulden boete veroordeeld. Hij stierf in 1669, in het Willige Rasphuis te Amsterdam als gevolg van een slopende ziekte. Zijn publicaties werden grotendeels vernietigd door de autoriteiten van de Republiek. De drukker van Een Bloemhof van allerley lieflijkheyd , Herman Aeltsz, werd veroordeeld tot een boete van 630 guldens. 
Zijn broer Johannes, die had geholpen om Een Ligt gepubliceerd te krijgen, werd vrijgelaten, omdat Adriaan alle verantwoordelijkheid op zich had genomen, doch heeft daarna nooit meer iets durven publiceren. Hij stierf drie jaar later, in 1672.
Het lot van Koerbagh toont aan dat de tolerantie binnen de Republiek der Zeven Verenigde Nederlanden misschien groot was vergeleken met die van andere Europese landen (en wellicht de rest van de wereld), maar zeker niet onbeperkt.

## Bibliografie

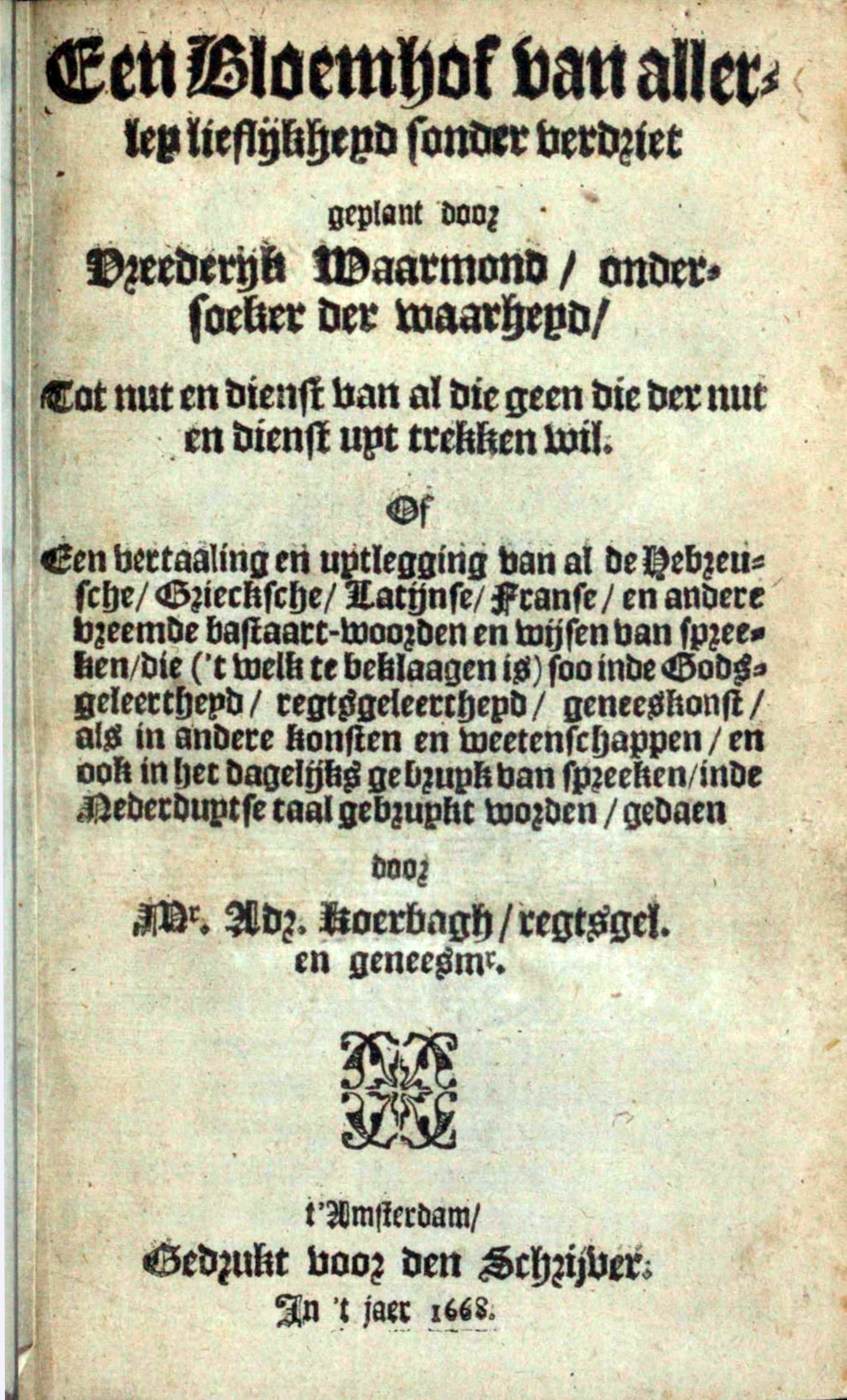
Een Bloemhof van allerley lieflijkheyd sonder verdriet (1668)